# Otto Bachmann (Politiker)
Otto Bachmann (* 10. Juni 1901 in Aachen; † 18. April 1977 ebenda) war ein deutscher Politiker (KPD).
Mitglied der VKPD und KPD seit 1920. 1930 Stadtverordneter der KPD in Aachen.
Seit 1933 im Raum Aachen aktiv im Widerstand. Der frühere KPD-Funktionär der Stadtleitung Aachen, Otto Bachmann, wurde bei einem Grenzübertritt zwecks Kontaktaufnahme am 2. Februar 1934 verhaftet.
Er gehörte vom 2. Oktober 1946 bis zum 19. Dezember 1946 als Abgeordneter dem ersten ernannten nordrhein-westfälischen Landtag an.